# Marš očajnika
Marš očajnika je 114. epizoda Zagora objavljena u Zlatnoj seriji #338 u izdanju Dnevnika iz Novog Sada. Na kioscima u bivšoj Jugoslaviji se premijerno pojavila krajem 1976. godine Koštala je 8 dinara (1,14 DEM; 0,43 $). Imala je 84 strane. Ovo je treći od ukupno pet nastavaka koliko je imala ova epizoda. Započela je u ZS-336, a nastavljena u ZS-337, 339, 340 i 341.

## Originalna epizoda
Originalno, ovaj deo objavljen je premijerno u Italiji u svesci pod nazivom La marcia della disperazione u #114 regularne edicije Zagora u izdanju Bonelija na dan 14. januara 1975. Epizodu i naslovnicu je nacrtao Galijeno Feri, a scenario napisao Gvido Nolita. Koštala je 400 lira (0,61 $; 1,49 DEM).

## Kratak sadržaj
Zagor dolazi na ideju kako da se pridruže se odbrani karavana. Zagor, Čiko i Frida se skrivaju u kola koja puštaju nizbrdo i prolaze pravo pored Kajova koji misle da su kola prazna. Zagor još jednom pokušava da razovara sa Zimskom Zmijom u nadi da će ga ovaj put ubediti da prekine lov na balce, jer bi to moglo da ima štetne posledice za ukupne odnose Amerikanaca i Indijanaca. Zimska Zmija međutim ne popušta i nastavlja sa opsadom. Memfis Džo ponovo ismeva Zagorova nastojanja da uspistavi mir, nakon čega ponvoo dolazi do tuče između Zagora i Džoovih ljudi. Ona prestaje tek kada Kajove onovo napadajau karavan i ovoga puta ubijaju značajan deo turista, nakon čega svi turisti počinju ozbiljno da shvataju situaciju.
Tokom noćnog predaha, Zagor predlaže da se Kajove zavaraju tako što će se u jednom pravcu poslati nekoliko praznih kola. Kada Indijanci krenu za njima, putnici karavana će krenuti u suprotnom pravcu prema vojnom utvrđenju. Zagor očekuje da će, dok Kajove shvate da su nasamareni, grupa već biti daleko. Međutim, putnici nailaze na veliku planinu koju moraju da pređu da bi stigli do utvrđenja. Kada konačnu uspevaju da je pređu i dođu do utvrđenja, čeka ih novo neprijatno iznenanđenje.

## Prethodna i naredna epizoda
Prethodna sveska Zagora nosila je naziv Poruke smrti (ZS-337), a naredna Preživeli (ZS-339).

## Reprize u Srbiji
Ova epizoda reprizirana je do sada dva puta u Srbiji. U ediciji Odabrane priče #41 izašla 14.12.2017 (ukupno 406 strana; cena 580 dinara (4,9 €), te u biblioteci Zagor, knjiga #31 izašla 2020. godine (tvrde korice; cena 2800 din (23 €)). Broj #31 je po prvi put takođe bio štampan sa koricom A i B, koricu B je nacrtao Maurio Laurenti.